# Antholianuskirche

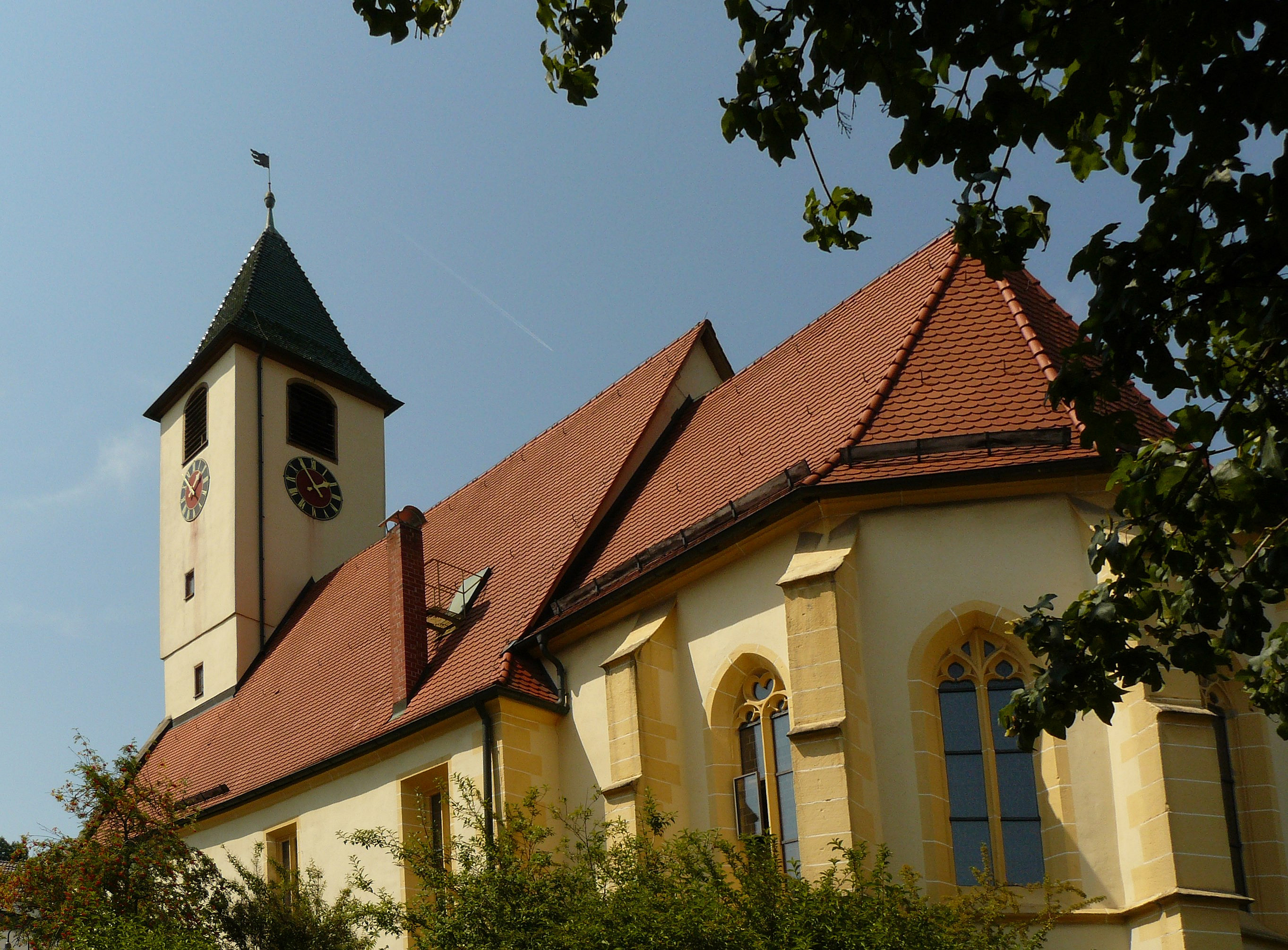
Kulturdenkmal Antholianuskirche Plattenhardt

Die Antholianuskirche ist eine evangelische Kirche in Plattenhardt, einem Stadtteil von Filderstadt im Landkreis Esslingen in Baden-Württemberg.

## Geschichte

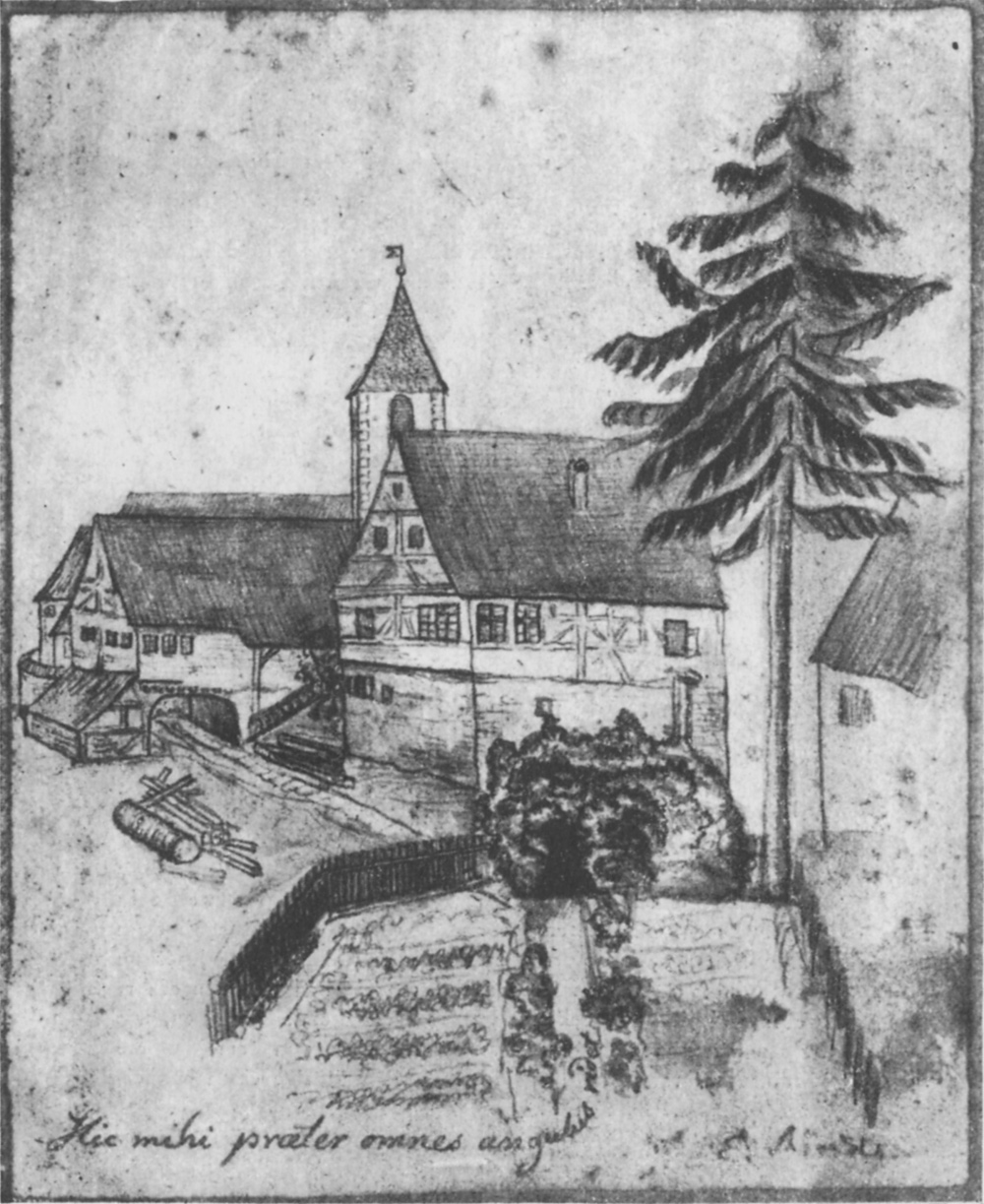
Die Antholianuskirche und das Rathaus in Plattenhardt auf einer Zeichnung von Eduard Mörike, 1829

Ein erster Kirchenbau in Plattenhardt bestand gemäß der unter der heutigen Kirche ergrabenen Fundamente wohl ab der zweiten Hälfte des 11. Jahrhunderts. Die Bauzeit dieses ersten Kirchengebäudes fällt damit in etwa in die Zeit des Baus der nur wenig östlich der Kirche gelegenen Burg Plattenhardt. Bei der Kirche handelte es sich um einen kleinen Saalbau mit viereckigem, nach Osten ausgerichtetem Chor. Um das Jahr 1200 wurde der Chor dieser Kirche verbreitert, die massiven Fundamente legen die Anlage einer Chorturmkirche nahe. 1404 wurde eine Pfarrei in Plattenhardt errichtet.
Über die Gründe für das Patrozinium des ansonsten seltenen Hl. Antholian gibt es lediglich Spekulationen. Man vermutet, dass in der Gegend von Esslingen am Neckar im 8. Jahrhundert Missionare aus Clermont tätig waren, wo im 6. Jahrhundert die Gebeine jenes Heiligen aufgefunden worden waren. Der einzige Beleg für das historische Patrozinium des Antholian ist ein Eintrag im Taufbuch von 1704, wo von einem Antholinus die Rede ist, während in zwei alten Urkunden von 1394 neben Maria und zwei Evangelisten nur ein „Märtyrer Antonius“ und ein dem Schreiber nicht mehr bekannter „anderer Heiliger“ als Altarheilige auftauchen. Bei der Kirchenrenovierung 1964 wurde eine in der Sakramentsnische vermauerte hölzerne Heiligenfigur aus der Zeit vor 1400 gefunden, die wohl ursprünglich den hl. Antholian dargestellt hat, jedoch später durch Hinzufügung von Flammen und einen rautenförmigen Schlitz im Gewand zu einem hl. Antonius umgestaltet wurde.
Die alte Kirche wurde um 1480 abgerissen, danach wurden Chor und die daran nördlich angebaute Sakristei der heutigen Kirche sowie um 1500 auch ein neues Langhaus errichtet. Der nach Osten ausgerichtete Chor weist einen 5/8-Schluss und ein Kreuzgewölbe auf. Der Kirchturm wurde als eingezogener Turm am Westende des Langhauses errichtet. Vom romanischen Vorgängerbau blieben lediglich einige wenige Fragmente, darunter ein Fenstersturz in der Nordwand, erhalten.
Durch die Zugehörigkeit zu Württemberg wurde Plattenhardt in der ersten Hälfte des 16. Jahrhunderts reformiert.
1768 wurde die Kirche umfassend renoviert, wobei u. a. Kirchturm und Kirchendach instand gesetzt wurden. 1787 wurde der Turm um ein Fachwerkgeschoss aufgestockt, möglicherweise im Zusammenhang mit Schäden durch den Hagelschlag des Jahres 1785.
Im Jahr 1829 war Eduard Mörike nach dem Tod von Pfarrer Rau kurzzeitig Pfarrverweser in Plattenhardt. Er verlobte sich dort auch mit Luise Rau, der Tochter des Pfarrers. Die Verlobung wurde jedoch 1833 wieder gelöst.
1860/61 fand unter der Leitung von Christian Friedrich von Leins ein größerer Umbau der Kirche statt, wobei das Langhaus ein neues Dach mit Tonnengewölbe erhielt und die Emporen um eine zweite Empore für Schulkinder sowie eine Orgelempore erweitert wurden, die Chorsituation umgestaltet wurde und die Kirche einen neuen Steinfußboden, neues Gestühl sowie eine neue Kanzel und eine neue Orgel erhielt.
Nach verschiedenen kleineren Umgestaltungen wie dem Einbau von Glasfenstern von Adolf Saile 1951 und der Restaurierung des Kruzifixes durch Ulrich Henn 1952 erhielt die Kirche durch die Renovierung von 1964/65 schließlich ihre heutige Gestalt: das Tonnengewölbe wurde entfernt und durch eine Flachdecke ersetzt, die Emporen wurden zurückgebaut, alte Wandmalereien wurden freigelegt.